# Vacunación contra la COVID-19 en Estados Unidos
La campaña de vacunación contra COVID-19 en los Estados Unidos es la campaña de inmunización masiva en curso que fue iniciada por el gobierno estadounidense bajo la presidencia de Donald Trump para responder a la pandemia de COVID-19 en los Estados Unidos. Comenzó el 14 de diciembre de 2020, con el objetivo de tener la vacuna ampliamente disponible para el público en mayo de 2021. Joe Biden se convirtió en el nuevo presidente en enero de 2021 y comenzó su mandato con una meta inmediata de 100 millones de inyecciones en sus primeros 100 días. En el cargo, firmando una orden ejecutiva que incluía aumentar los suministros para la vacunación.

## Programa de vacunación
Se han distribuido vacunas a los Estados según la población, con los planes de vacunación administrados por cada estado de los Estados Unidos. El Centro de Control y Prevención de Enfermedades (CDC) ha sugerido que los trabajadores de hospitales y el personal de asilo de ancianos sean los primeros individuos en ser vacunados. Las fases posteriores de la implementación son determinadas por cada agencia estatal individual.

## Contexto
Desde principios de 2020, más de 70 empresas en todo el mundo (cinco o seis operan principalmente en los Estados Unidos) comenzaron la investigación de vacunas. La competencia global tuvo implicaciones de seguridad nacional para varios países.
En preparación para la producción a gran escala, el Congreso reservó más de $3.5 mil millones para este propósito como parte de la Ley CARES. Entre los laboratorios que trabajan en una vacuna se encuentra el Instituto de Investigación del Ejército Walter Reed, que ha estudiado previamente otras enfermedades infecciosas, como el VIH/SIDA, el ébola y el MERS. Para el 18 de marzo, las pruebas habían comenzado con docenas de voluntarios en Seattle, patrocinadas por el gobierno de los Estados Unidos, y se planearon pruebas de seguridad similares para otras posibles vacunas. Bill Gates, cuya fundación cambió su enfoque casi por completo a la pandemia, anticipó a principios de 2020 que una vacuna podría estar lista para principios de 2021.
El 5 de agosto de 2020, Estados Unidos acordó pagar a Johnson & Johnson más de mil millones de dólares para crear 100  millones de dosis de la vacuna COVID-19. El acuerdo le dio a Estados Unidos la opción de pedir 200 millones de dosis adicionales. Se suponía que las dosis se proporcionarían de forma gratuita a los estadounidenses si se usaban en una campaña de vacunación COVID-19.[cita requerida]
Las personas mayores esperan la vacuna COVID-19 en una farmacia de Maryland en enero de 2021. BIO, un grupo comercial que incluye a todos los fabricantes de vacunas contra el coronavirus, excepto AstraZeneca, intentó persuadir al secretario Azar para que publicara pautas estrictas de la FDA que podrían ayudar a garantizar la seguridad y la aceptación pública de la vacuna. Sin embargo, la política impactó la práctica científica cuando el jefe de gabinete Mark Meadows bloqueó a la FDA cuando se dio cuenta de que el momento de las disposiciones haría imposible que se autorizara una vacuna antes de las elecciones de noviembre. En última instancia, las directrices surgieron de la Oficina de Gestión y Presupuesto y se publicaron en el sitio web de la FDA.[cita requerida]
En octubre de 2020, 44 estaban en ensayos clínicos en humanos y 91 vacunas preclínicas se estaban probando en animales.[cita requerida]
El 20 de noviembre de 2020, la asociación Pfizer-BioNTech presentó una solicitud de autorización de uso de emergencia a la Administración de Alimentos y Medicamentos (FDA), y la FDA anunció que su Comité Asesor de Vacunas y Productos Biológicos Relacionados (VRBPAC) revisaría la solicitud. El 11 de diciembre, la FDA otorgó la autorización de uso de emergencia para la vacuna Pfizer-BioNTech. Se programó la distribución rápida de un envío inicial de 2,9 millones de dosis, y Pfizer prometió seguir suministrando el resto de los 100 millones de dosis hasta marzo de 2021. Pfizer tenía existencias adecuadas disponibles y comenzó esta distribución el 17 de diciembre de 2020, pero el gobierno federal redujo la cantidad que se le permitió distribuir a Pfizer.[cita requerida]
El 18 de diciembre de 2020, la FDA otorgó la autorización de uso de emergencia de la vacuna Moderna, que Moderna había solicitado el 30 de noviembre de 2020. Estados Unidos planeó distribuir rápidamente 5,9 millones de dosis con más para Ven.[cita requerida]
El 27 de febrero de 2021, la FDA aprobó el uso de la vacuna  Johnson & Johnson COVID-19. Sin embargo, esta vacuna se ha enfrentado a la reacción de algunos funcionarios del gobierno, que creen que no es tan eficaz como Pfizer o Moderna. El 5 de marzo, el alcalde de Detroit, Mike Duggan, rechazó un envío de la vacuna Johnson & Johnson y dijo: "Moderna y Pfizer son los mejores. Y voy a hacer todo lo posible para asegurarme de que los residentes de la ciudad de Detroit obtengan lo mejor". Después Duggan se retractó en sus declaraciones, y declaró que no rechazaría la vacuna.
El 11 de marzo de 2021, el presidente Biden anunció en una alocución que ordenaría para que todos los estados pusieran las vacunas a disposición de todos los adultos a más tardar el 1 de mayo de 2021. El 6 de abril de 2021, el presidente Joe Biden declaró que ordenaría a los estados para que todos los adultos sean elegibles para la vacunación antes del 19 de abril de 2021, casi dos semanas antes de la fecha original del 1 de mayo.
En febrero de 2022, un estudio que examinó un posible vínculo causal entre las vacunas contra la COVID-19 y el exceso de muertes descubrió que, de más de 250 millones de estadounidenses vacunados, sólo se reportaron 55 casos de fallecimiento después de la vacunación contra la COVID-19 y en 17 de ellos se excluyó una relación causal.

## Estrategias

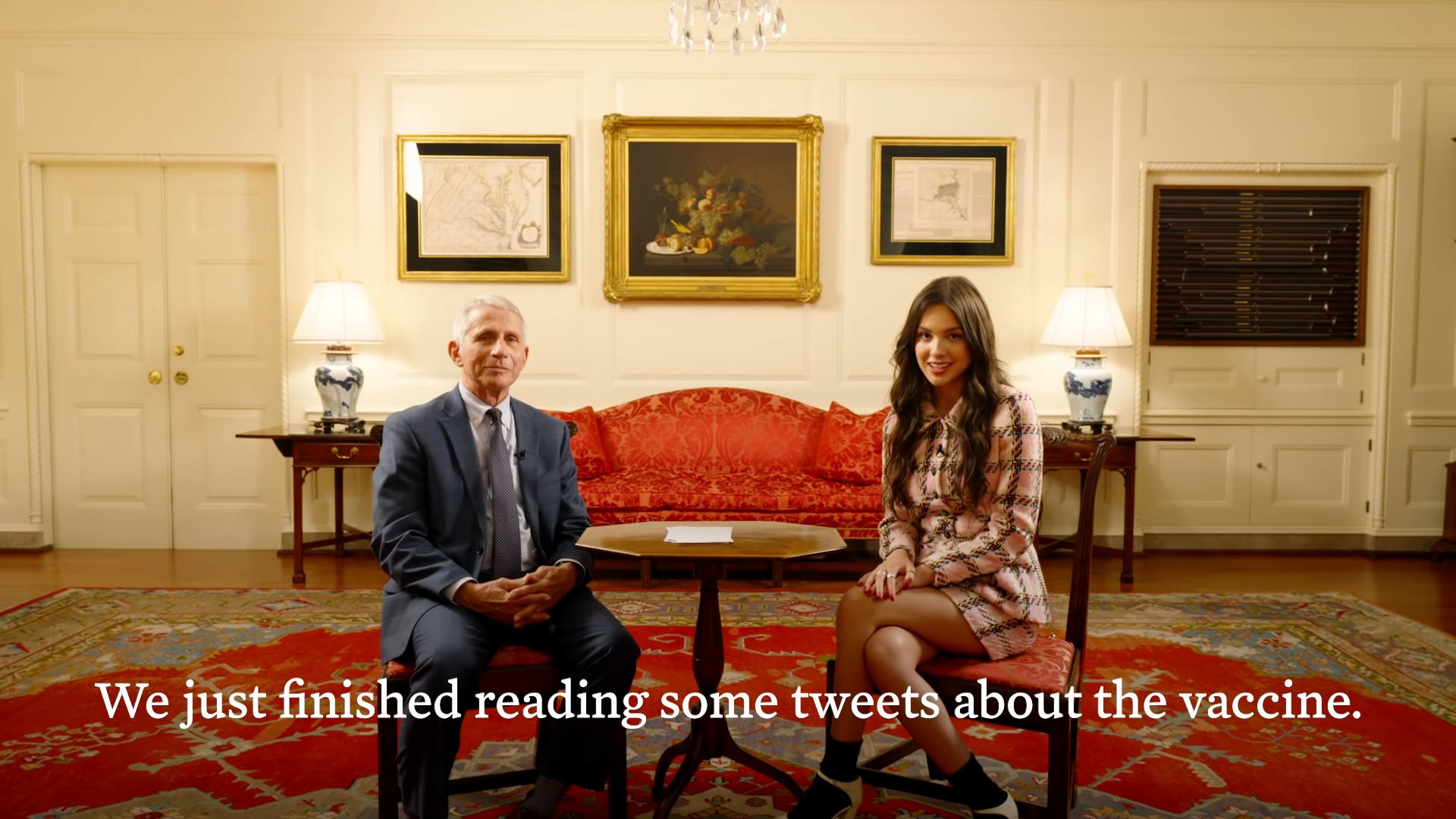
Olivia Rodrigo y Anthony Fauci leyendo tuits sobre la vacuna contra la COVID-19 en la Casa Blanca.

A mediados de 2021, múltiples gobiernos estatales, empresas privadas y públicas empezaron a ofrecer incentivos tras la baja tasa de aceptación de la vacuna contra la COVID-19 en algunos territorios de los Estados Unidos. En junio, en un intento por incentivar la vacunación entre quienes no confían en ella, Biden ofreció «dar cervezas gratis a quienes se vacunen», esto para llegar a cubrir al 70% de la población estadounidense vacunada (por lo menos con una dosis) para el 4 de julio, día en que se conmemora la Independencia de los EE. UU. Este cometido no logró concretarse en dicha fecha, pero sí casi un mes después, durante agosto, cuando el gobierno de Biden enfrentaba el rebrote de contagios de COVID-19 en varios estados de la nación tras la detección de la variante delta entre los pacientes. El 13 de julio de 2021, Olivia Rodrigo visitó las instalaciones de la Casa Blanca para participar de una campaña por promover las vacunas contra la COVID-19 entre los jóvenes en los EE. UU. Para discutir sobre el tema se reunió con Joe Biden, Kamala Harris y Anthony Fauci. Según un informe de CNN en Español, Rodrigo grabaría vídeos sobre la importancia de que los jóvenes se vacunen, incluyendo respuestas a las preguntas que los jóvenes tienen sobre la vacunación.

## Estadísticas

### Gráficos

#### Vacunación diaria
| Dosis diarias administradas contra la COVID-19 en Estados Unidos. |
|                                                                   |
| Gráfico: Our World in Data                                        |

|  |